# Nondorf an der Wild
Nondorf an der Wild ist eine Ortschaft und zugleich eine Katastralgemeinde der Gemeinde Irnfritz-Messern im Bezirk Horn im Waldviertel in Niederösterreich.

## Geschichte
Laut Adressbuch von Österreich waren im Jahr 1938 in der Ortsgemeinde Nondorf zwei Gastwirte, ein Gemischtwarenhändler und ein Schmied ansässig.

## Siedlungsentwicklung
Zum Jahreswechsel 1979/1980 befanden sich in der Katastralgemeinde Nondorf an der Wild insgesamt 37 Bauflächen mit 19.318 m² und 48 Gärten auf 57.153 m², 1989/1990 gab es 38 Bauflächen. 1999/2000 war die Zahl der Bauflächen auf 54 angewachsen und 2009/2010 bestanden 59 Gebäude auf 103 Bauflächen.

## Bodennutzung
Die Katastralgemeinde ist landwirtschaftlich geprägt. 186 ha wurden zum Jahreswechsel 1979/1980 landwirtschaftlich genutzt und 2 ha waren forstwirtschaftlich geführte Waldflächen. 1999/2000 wurde auf 190 ha Landwirtschaft betrieben und 3 ha waren als forstwirtschaftlich genutzte Flächen ausgewiesen. Ende 2018 waren 183 ha als landwirtschaftliche Flächen genutzt und Forstwirtschaft wurde auf 3 ha betrieben. Die durchschnittliche Bodenklimazahl von Nonndorf an der Wild beträgt 33,7 (Stand 2010).

## Kultur und Sehenswürdigkeiten
- Katholische Pfarrkirche Nondorf an der Wild Mariä Geburt